# Веселкін Михайло Михайлович (губернатор)
Михайло Михайлович Вєсьолкін (1842–1897) — російський державний діяч, представник клану Петра Столипіна. Обіймав посади прокурора, судді, а також Олонецького, Чернігівського і Херсонського губернатора Російської імперії. Батько військово-морського аташе Посольства Української Держави в Болгарії Михайла Вєсьолкіна. 

## Життєпис
Народився 1842 року в дворянській сім'ї. Закінчивши курс в Імператорському Олександрівському ліцеї з чином IX класу, вступив на службу 19 травня 1862 року в канцелярію морського міністерства, де 1864 року обійняв посаду молодшого помічника діловода.
Отримав у 1866 році звання камер-юнкера, призначений тимчасовим товаришем прокурора Санкт-Петербурзького окружного суду.
У 1869 році був призначений Київським губернським прокурором, в 1871 році — членом Саратовської судової палати. У 1874 році призначений головою Ізюмського окружного суду, в 1876 році — головою Петраковського, а в 1878 році — році Смоленського окружних судів.
У 1890 році призначений на посаду Олонецького губернатора, наступного року обраний почесним мировим суддею по Петровському повіту. У 1892 році переміщений на посаду Чернігівського губернатора, а наступного року призначений Херсонським губернатором. На цій посаді сприяв розвитку народної освіти, культури, керував проведенням першого загального перепису населення 1897 року.
28 травня 1897 року помер в Москві.

## Сім'я
- Дружина — Матильда Валеріанівна (20 вересня 1845 — 17 січня 1909) троюрідна сестра Петра Столипіна[1].
- Син — Михайло (1871—1919)[2], контр-адмірал, військово-морський аташе Посольство Української Держави в Болгарії.
- Дочка — Ольга (1873—1949), керівник Олександрівського інституту[3].
- Дочка — Марія Ерделі (1875—1957).
- Дочка — Матильда Подолинська (1877).